# Opstandingskathedraal (Petrozavodsk)
De Kathedraal van de Opstanding (Russisch: Собор во имя Воскресения Господня) was een Russisch-orthodoxe kathedraal in de Russische stad Petrozavodsk. De kathedraal lag tot de vernietiging samen met de Petrus en Pauluskathedraal en de Kathedraal van de Nederdaling van de Heilige Geest aan het Kathedraalplein, tegenwoordig het Kirovplein geheten.
De kathedraal werd gebouwd in het jaar 1800 vlak bij de plek waar eerder een vervallen kerk stond. Oorspronkelijk was de kerk gewijd aan de Nederdaling van de Heilige Geest, maar in 1875 werd de naam van de kerk gewijzigd in Kathedraal van de Opstanding. De kathedraal werd samen met de Petrus en Pauluskathedraal op 30 oktober 1924 door brand vernietigd. Nadat in 1936 de stad opnieuw een onherstelbaar verlies leed toen de Kathedraal van de Nederdaling van de Heilige Geest werd opgeblazen herinnerde er niets meer aan het ensemble van kathedralen dat de stad Petrozavodsk een uniek silhouet gaf. Op het voormalige Kathedraalplein staat tegenwoordig een muziektheater.